# Jack Aubrey

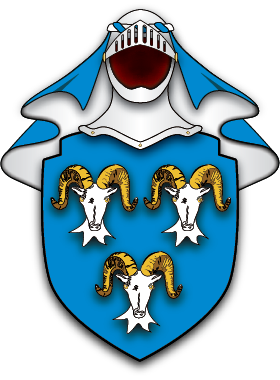
Stemma di Aubrey

Jack Aubrey è un personaggio letterario coprotagonista, insieme al fraterno amico Stephen Maturin, di un ciclo di romanzi storici dello scrittore inglese Patrick O'Brian.

## Il personaggio
I romanzi del ciclo “Aubrey/Maturin” seguono le alterne vicende della carriera di Jack Aubrey nella marina da guerra britannica (Royal Navy) del periodo napoleonico, dal suo primo comando (la corvetta Sophie) alla nomina ad ammiraglio.
Il personaggio di Aubrey è caratterizzato da una estrema perizia nella navigazione, nell'astronomia e nel combattimento navale, unita ad un grande coraggio e una notevole fortuna nelle vicende belliche: queste caratteristiche lo rendono uno dei comandanti più apprezzati della Royal Navy. Il comandante Aubrey ha poi doti particolari di leadership e di organizzazione del microcosmo costituito dall'equipaggio di una nave da guerra in navigazione, ad esempio ricorrendo molto raramente a punizioni esemplari, se non in casi estremi, preferendo invece "castigare" il sottoposto, dal suo primo ufficiale fino all'ultimo dei mozzi, con una forte ma bonaria ramanzina.
Jack Aubrey è invece spesso descritto come uno sprovveduto per tutti gli altri aspetti della vita comune ed è a più riprese vittima, sulla terraferma, di truffe e malaccorte speculazioni finanziarie che lo portano sull'orlo della bancarotta e della prigione per debiti. È inoltre eccessivamente amante degli alcolici e del mangiare smodato, che lo portano a essere quasi sempre sovrappeso se non addirittura obeso, se non quando è finalmente in mare.
Per le sue caratteristiche Aubrey è molto popolare fra i marinai (come lo era stato il suo eroe, Horatio Nelson): la sua abilità nel combattimento e quella nella cattura di ricche prede, gli ha poi valso il soprannome di “Jack Aubrey il fortunato”.
Fra le passioni di Aubrey sono la musica (è un violinista dilettante ma molto dotato e spesso suona con il dottor Maturin, violoncellista) e i motti di spirito, nei quali però non è molto efficace. In effetti i due si conoscono ad un concerto a Port Mahon, nell'isola di Minorca, durante il primo romanzo della serie, Primo comando; nello stesso romanzo Jack fra l'altro adorna di corna la fronte di un suo superiore, l'allora capitano Harte, che lo perseguiterà a lungo durante la sua carriera, fino alla morte in combattimento ne Il porto del tradimento.
Una delle caratteristiche dello humour dei romanzi di O'Brian è proprio la ricorrenza degli errori linguistici del personaggio, contrapposti all'estrema erudizione ed al sottile spirito del suo compagno Stephen Maturin, peraltro assolutamente disastroso in ogni aspetto della vita marinara. Celebre la sua confusione tra le parole francesi patois (dialetto) e putain, o quando promette ad un ammiraglio di essere delicato "come una colomba da latte" nel dare una notizia, venendo rimbrottato "come un maialino, Aubrey; le colombe non danno latte". In un'altra occasione, volendo lodare l'efficacia dell'artiglieria di un suo collega, dichiara che "non si sarebbe aspettato niente di meno dal figlio di un cannonico", giocando sul fatto che in realtà il collega fosse in effetti il figlio di un canonico; peccato che "figlio di un cannone" (son of a gun in lingua inglese) si riferisca al fatto che sulle navi in porto spesso salivano le allegre donnine di piacere, ed esercitavano la loro attività tra un cannone e l'altro, per cui l'eventuale frutto di questa attività era detto appunto "figlio di un cannone".
Jack non è assolutamente un perbenista, ed anzi da allievo è stato degradato a marinaio semplice per aver nascosto una ragazza nera, Sally Mputa, sulla nave, oltre ad aver collezionato varie avventure durante la sua carriera; cionondimeno è innamoratissimo (ricambiato) di sua moglie Sophia, sebbene questa non abbia verso il sesso la stessa passione di Jack, oltre ad avere una gelosia notevole; l'eccezione avviene quando Sam, figlio avuto inconsapevolmente con Sally e molto somigliante a Jack, si presenta ad Ashgrove Cottage, la sua residenza, e viene ricevuto da Sophia calorosamente nonostante lei si sia resa conto delle origini del giovane.

## Riferimenti storici
La narrazione di O'Brian è intessuta di riferimenti storici, nella descrizione degli avvenimenti, dei personaggi e delle situazioni. Nello specifico, la movimentata carriera di Jack Aubrey è parzialmente modellata su quella di Thomas Cochrane, politico e militare britannico dell'epoca napoleonica (caratteristica che condivide con Horatio Hornblower, l'eroe dei libri di C.S. Forester).

## Versioni cinematografiche
Nel 2003 il personaggio di Jack Aubrey è stato interpretato sullo schermo dall'attore Russell Crowe nel film Master and Commander - Sfida ai confini del mare.